# Pjatyigorszk
Pjatyigorszk (cirill betűkkel Пятигорск) üdülőváros Oroszország Sztavropoli határterületén. 2010-től a Észak-kaukázusi szövetségi körzet székhelye. A Kaukázusi Gyógyvizek nevű szövetségi üdülőövezet legnagyobb városa, valamint gazdasági, kulturális és turisztikai központja. Lakossága 2019-es becslés alapján 146 000 fő.
Itt halt meg 1841. július 27-én pisztolypárbajban Mihail Lermontov.

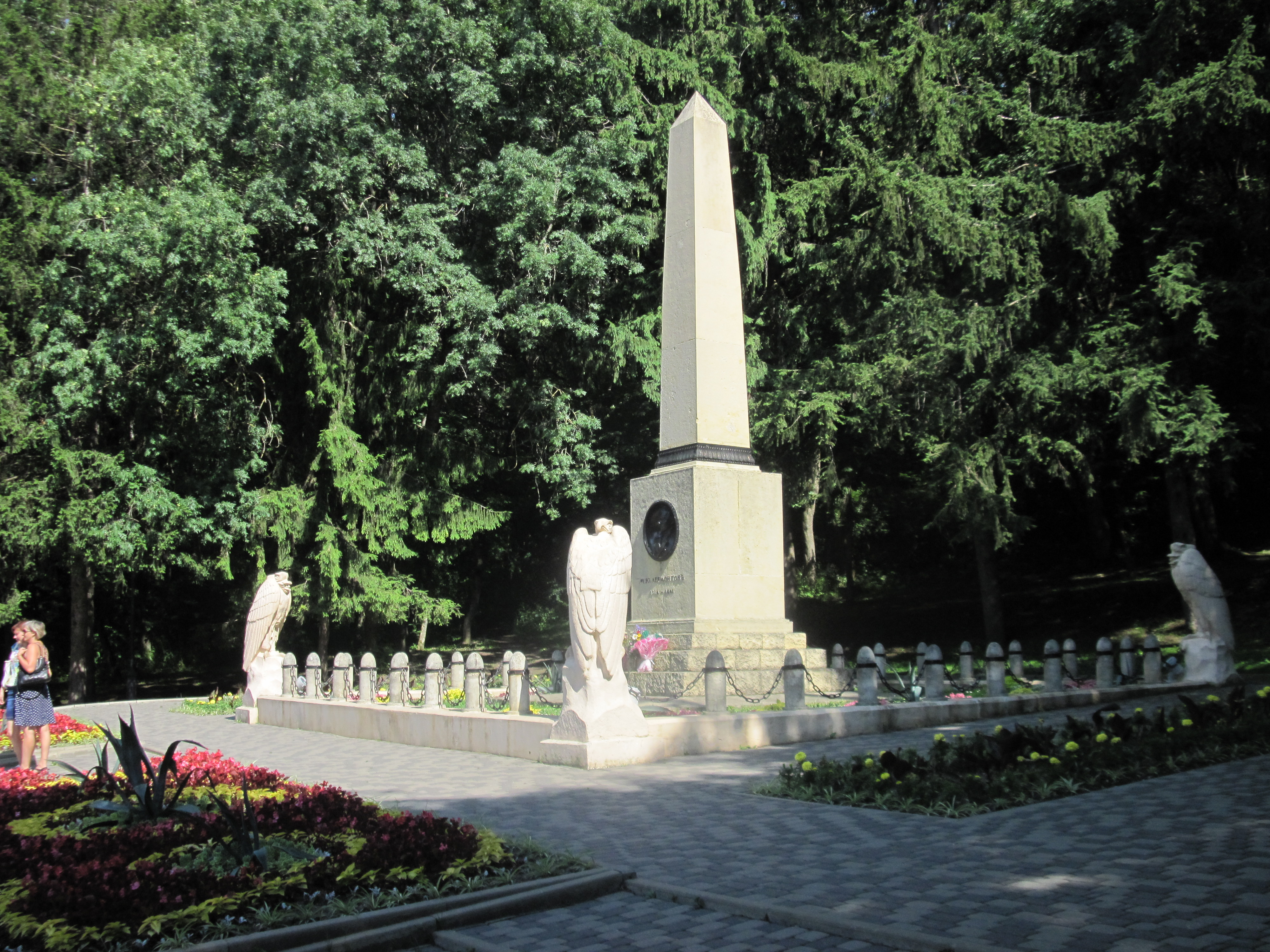
Az emlékmű Lermontov párbajának helyét jelöli

## Népesség

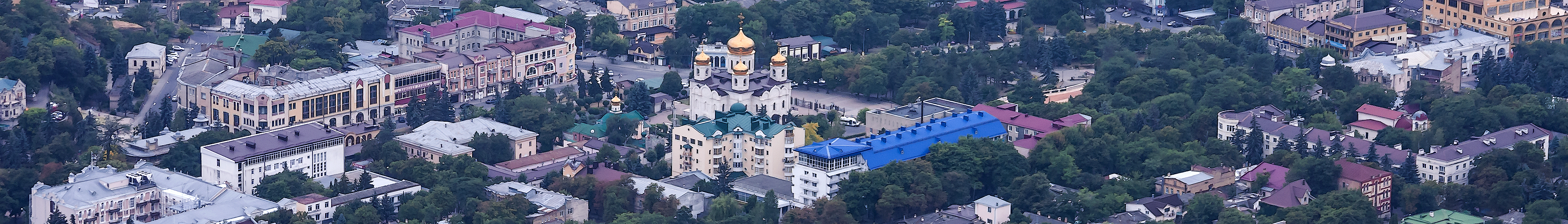
Panoráma Pjatyigorszkban, a Mashuk-hegy megfigyelő állomásáról

A település népességének változása:
| Lakosok száma | 302  | 12 329 | 38 097 | 69 617 | 109 901 | 132 000 | 132 500 | 139 300 | 145 971 | 143 428 |
|               | 1831 | 1885   | 1923   | 1959   | 1979    | 1992    | 2000    | 2007    | 2015    | 2024    |